# Jessica Rust
Jessica Rust (* 2. April 1986 in Berlin) ist eine deutsche Schauspielerin und Synchronsprecherin.

## Leben
Jessica Rust wuchs in der Nähe von Bremen auf. Nach dem Abitur absolvierte sie von 2005 bis 2009 ein Schauspielstudium an der Hochschule für Musik, Theater und Medien Hannover, das sie mit Diplom abschloss. Während ihrer Studienzeit gastierte sie als Schauspielerin am Schauspiel Hannover und war u. a. in der Produktion „Creeps“ von Lutz Hübner zu sehen. Im Anschluss gehörte sie bis 2013 zum festen Ensemble des Theater Konstanz. In dieser Zeit spielte sie verschiedene Hauptrollen z. B. Johanna Dark in Brechts „Die heilige Johanna der Schlachthöfe“, Julia in Shakespeares „Romeo und Julia“ und Jennifer in der deutschsprachigen Erstaufführung von Neil LaButes „In einem finsteren Haus“.
Als Schauspielerin ist Jessica Rust auch vor der Kamera tätig. So spielte sie beispielsweise in dem ARD-Märchenfilm „Prinz-Himmelblau und Fee Lupine“ gemeinsam mit Jonathan Berlin und Ruby O. Fee.
Darüber hinaus wendet sich Jessica Rust seit 2015 vermehrt dem Synchronsprechen zu und synchronisiert zahlreiche Serien, Videospiele und Filme. In der international gefeierten Netflix-Serie „Squid Game“ lieh sie Kim Joo-ryung als Han Mi-nyeo (Spieler 212) ihre Stimme.
Jessica Rust ist die deutsche Stimme von Kay Vess, die Hauptfigur des Videospiels „Star Wars Outlaws“, die im englischen Original von Humberly González verkörpert wird.
Jessica Rust lebt in Berlin.

## Sprechrollen (Auswahl)

### Serien
- 2017–2018: Atypical für Ariela Barer (als Bailey Bennett)
- 2017–2022: Der Denver-Clan für Eliza Bennett (als Amanda Bedford)
- 2018–2021: The Kominsky Method für Melissa Tang (als Margaret)
- 2018–2020: She-Ra und die Rebellen-Prinzessinnen für ND Stevenson (als Spinnerella)
- 2019–2022: Guilt – Keiner ist schuld für Ruth Bradley (als Angie Curtis)
- 2019: Jett für Gaite Jansen (als Phoenix)
- 2020: Missing Lisa für Laurian Callebaut (als Ylena)
- 2020: Wenn die Stille einkehrt für Filippa Suenson (als Louise Petersen)
- 2021–2022: One of Us Is Lying für Jessica McLeod (als Janae Matthews)
- 2021–2023: Shadow and Bone – Legenden der Grisha für Sujaya Dasgupta (als Zoya Nazyalensky)
- 2021: Squid Game für Joo-ryung Kim (als Han Mi-nyeo)
- 2022: Grid für Ah-jung Kim (als Jung Sae-byeok)
- 2022: Juvenile Justice für Kim Hye-soo (als Sim Eun-seok)
- 2022: She-Hulk: Die Anwältin für Jameela Jamil (als Titania)
- 2022: Tierra Incógnita für Carla Pandolfi (als Carmen)
- 2023–2024: Extraordinary für Máiréad Tyers (als Jen)
- 2023–2024: Nier: Automata Ver1.1a für Meari Hatsumi (als Operator 210)

### Filme
- 2016: Sunday Horse – Ein Bund fürs Leben für Colette Divine (als Claudia)
- 2018: Chaos im Netz für Miranda Sings (als Colleen)
- 2018: Outlaw King für Meg Fraser (als Aileen Walker)
- 2019: Luce für Liza J. Bennett (als Karen)
- 2020: After Truth für Pia Mia (als Tristan)
- 2020: Demon Slayer: Kimetsu no Yaiba – The Movie: Mugen Train für Rina Satou (als Amane Ubuyashiki)
- 2021: False Positive für Lucy Walters (als Marcy)
- 2021: In Liebe lassen für Bénicia Makengele (als Benicia)
- 2021: Die Königin des Nordens für Agnes Westerlund Rase (als Astrid)
- 2021: The Suicide Squad für Alice Braga (als Sol Soria)
- 2022: Athena (als Jojo)
- 2022: Fresh für Jonica T. Gibbs (als Mollie)
- 2022: The Good Nurse für Anjelica Bosboom (als Kelly Anderson)
- 2022: Men – Was dich sucht, wird dich finden für Sarah Twomey (als Polizistin Frieda)
- 2022: Troll für Karoline Viktoria Slette Garvang (als Sigrid Hodne)
- 2022: Überredung für Lydia Rose Bewley (als Mrs. Penelope Clay)
- 2023: The Flash für Sasha Calle (als Kara Zor-El / Supergirl)
- 2023: Rye Lane für Poppy Allen-Quarmby (als Cass)